# Silnice II/420
Silnice II/420 je česká silnice II. třídy v okrese Břeclav. Je dlouhá asi 22 km. Propojuje silnici I/52 přes Hustopeče se silnicí II/381. Vede mj. po hrázi Věstonické nádrže na Dyji.

## Vedení silnice

### Jihomoravský kraj

#### Okres Břeclav
- napojení na II/381 (mezi Nikolčicemi a Diváky)
- Kurdějov
- Hustopeče
  - podjezd pod D2
  - křížení a krátká peáž s II/425)
- odbočka Šakvice (III/4203)
- odbočka Popice (III/4205)
- Strachotín (III/4206)
- hráz Věstonické nádrže
- Dolní Věstonice (III/42117)
- Horní Věstonice
- odbočka Perná (III/42122)
- napojení na I/52 (mezi Mikulovem a Pohořelicemi)

## Zajímavosti na trase
- Přírodní památka Kamenný vrch u Kurdějova
- mandloňové sady u Hustopeč
- město Hustopeče
- šakvické silo
- hráz mezi Věstonickou a Novomlýnskou nádrží
- Dolní Věstonice – archelogické naleziště, vinné sklepy, východiště na Pavlovské vrchy
- CHKO Pálava